# Separate We Come, Separate We Go
Pour plus de détails, voir Fiche technique et Distribution.
Separate We Come, Separate We Go est un court métrage britannique, sorti en 2012, réalisé par Bonnie Wright. 
Le film a été présenté en avant-première mondial au Festival de Cannes 2012 au Short Film Corner, le 21 mai 2012 et projeté au BAFTA Graduate le 11 juin 2012, puis au Gold Coast International Film Festival (en), le 25 octobre 2013 aux États-Unis. 

## Synopsis
Un matin, Thea, petite fille de 10 ans, s'enfuit de chez elle afin de s'éloigner de sa mère maniaco-dépressive qui la néglige. Arrivée en bord de mer, les paysages somptueux qui l'entourent lui procurent une liberté et un certain réconfort. Sa rencontre avec Norman, un homme de la cinquantaine, va compléter cette parenthèse bienheureuse.

## Fiche technique
- Titre original : Separate We Come, Separate We Go
- Réalisation : Bonnie Wright
- Scénario : Bonnie Wright
- Chef décorateur : James Wreford
- Costumes : James Wreford
- Maquillage : Harriet Bisdee (makeup designer)
- Directeur de la photographie : Arthur Loveday
- Montage : Daisy Moseley
- Musique : Tom Recknell
- Producteur : Rosalind Steven
- Pays d’origine :   Royaume-Uni
- Année : 2012
- Langue originale : anglais
- Format : couleur – 16mm – 16:9 HD
- Genre : drame
- Durée : 12 minutes
- Dates de sortie :
  -  États-Unis : 25 octobre 2013

## Distribution
- Emily Dunham : Thea
- David Thewlis : Norman
- Shauna Macdonald : la mère de Thea

## Production

### Développement
La réalisatrice, Bonnie Wright a réalisé et écrit ce court métrage dans le cadre d'un projet de cours lors de la fin de ses études à la London College of Communication. Elle a produit Separate We Come, Separate We Go avec sa propre compagnie de production, Bon Bon Lumière. Le financement a été fourni par un fish and chips situé à Dungeness et Romney Marsh, où la plupart des tournages ont eu lieu, car le London College of Communication stipule que les films doivent être financés uniquement par des dons volontaires.

### Tournage
Le tournage a eu lieu dans des régions peu peuplées du Kent et du Sussex de l'Est, notamment Dungeness, Romney Marsh, Lydd, Camber Sands, Rye Harbour, Winchelsea Beach et Dymchurch.
Parlant des lieux de tournage, Wright a dit : « Je voulais faire quelque chose de personnel et j'ai passé beaucoup de temps à Dungeness, parce que mes parents ont une maison juste à côté de la côte, donc elle a un lien fort avec ma famille. Aussi, j'ai toujours été un grand fan de Derek Jarman et il a passé ses dernières années là-bas, j'adore l'étrangeté, la tristesse ... Plus je suis là, plus je tombe amoureuse de lui ».

### Musique
La partition de Separate We Come, Separate We Go a été composée par Tom Recknell, qui a composé la partition originale intitulée The Birds pour le film.